# 欧洲呼吸学会
欧洲呼吸学会（英語：European Respiratory Society）是一个欧洲非营利专业组织，主要研究呼吸医学。 

## 历史
1990年成立于瑞士洛桑，在布鲁塞尔和谢菲尔德有办事处。每年都会举办国际呼吸学年会。